# 683 Lanzia
A 683 Lanzia (ideiglenes jelöléssel 1909 HC) a Naprendszer kisbolygóövében található aszteroida. Max Wolf fedezte fel 1909. július 23-án.